# Карсон, София
София Даккаретт Чар (исп. Sofía Daccarett Char; род. 10 апреля 1993, Форт-Лодердейл, Флорида, США), более известная как София Карсон (англ. Sofia Carson) — американская актриса и певица.

## Биография
София родилась 10 апреля 1993 года в Форт-Лодердейл в семье Хосе Ф. Даккаретта и Лауры Чар, которые переехали в США из Колумбии. Она выбрала свою сценическую фамилию «Карсон» от своей бабушки Лорейн Карсон. Училась в школе St. Hugh School и окончила Carrollton School of the Sacred Heart в Майами.

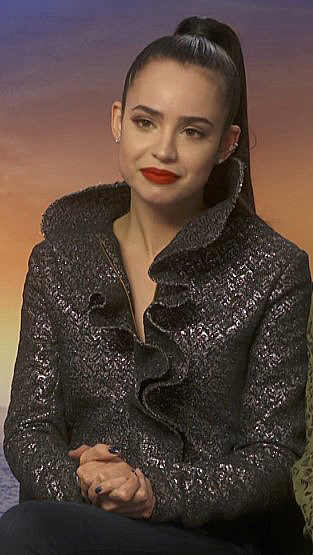
Карсон в октябре 2017

Актёрскую карьеру начала в 2012 году, сыграв эпизодическую роль в телесериале «Остин и Элли» на канале Disney. В 2015 году София сыграла роль Эви в фильме «Наследники» и том же году вышел мультсериал-продолжение «Наследники: Недобрый мир». Также весной 2015 года на канале Disney вышел фильм «Приключения няни» с Софией Карсон и Сабриной Карпентер в главных ролях.
В марте 2016 года София подписала контракт с лейблами Hollywood Records и Republic Records и 7 апреля выпустила свой первый сингл «Love Is The Name», являющийся изменённой версией песни «Live Is Life» группы Opus. 26 августа того же года София представила новый сингл «I’m Gonna Love You». В начале 2017 года она выпустила совместную песню с Аланом Уокером под названием «Back to Beautiful».
В 2016 году София была номинирована на премию Premios Juventud в категории Producers Choice Award и на премию Teen Choice Awards в категории Choice Music: Next Big Thing. 7 ноября 2019 года выпустила песню «Grey Area».
В 2018 году Карсон сыграла роль Слоан Сильвер во втором сезоне сериала «Популярна и влюблена». В январе 2018 года стало известно, что Карсон будет сниматься в телесериале «Милые обманщицы: Перфекционистки», в роли Авы Джалали. Премьера состоялась в марте 2019 года. За эту роль она была номинирована на премию Teen Choice Award как лучшая драматическая телевизионная актриса. Затем она сыграла Эви в фильме «Наследники 3», премьера которого состоялась 2 августа 2019 года. В июле 2019 года было объявлено, что Карсон сыграет роль Эйприл в фильме Netflix «Чувствуй ритм», который будет выпущен в 2020 году.

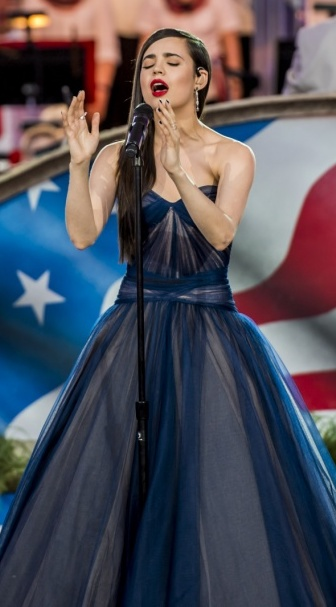
Карсон в июле 2017

В августе 2019 года она стала послом фонда Грэмми. Её обязанности включают продвижение и повышение осведомленности о миссии фонда и его образовательных программах. В январе 2020 года Карсон стала лицом бренда Revlon.В июне 2020 года она выпустила собственную коллекцию помад и лаков для ногтей совместно с Revlon. В 2020 году она была утверждена на роль Сары в предстоящем триллере «Птица в клетке. Заражение». Позже, в том же году стало известно, что Карсон сыграет роль Кэсси в романтическом фильме «Пурпурные сердца», она также собирается написать и исполнить саундтрек к фильму.

## Фильмография
| Год       |    | Русское название                          | Оригинальное название                   | Роль                     |
| --------- | -- | ----------------------------------------- | --------------------------------------- | ------------------------ |
| 2014      | с  | Остин и Элли                              | Austin & Ally                           | Челси                    |
| 2014      | с  | Фальсификация                             | Faking It                               | Солей                    |
| 2015      | тф | Наследники                                | Descendants                             | Иви, дочь Злой Королевы  |
| 2015—2017 | мс | Наследники: Недобрый мир                  | Descendants: Wicked World               | Иви, дочь Злой Королевы  |
| 2016      | ф  | Тини: Новая жизнь Виолетты                | Tini: El gran cambio de Violetta        | Мелани Санчес            |
| 2016      | тф | Приключения двух нянь                     | Adventures in Babysitting               | Лола Перес               |
| 2016      | в  | История Золушки 4: Если туфелька подойдёт | A Cinderella Story: If the Shoe fits    | Тесса / Белла            |
| 2016—2018 | с  | Я Луна                                    | Soy Luna                                | в роли самой себя        |
| 2017      | тф | Наследники 2                              | Descendants 2                           | Иви, дочь Злой Королевы  |
| 2017      | мс | Человек-паук                              | Spider-Man                              | песочная девушка / Кимиа |
| 2018      | с  | Популярна и влюблена                      | Famous in Love                          | Слоан Сильвер            |
| 2019      | с  | Милые обманщицы: Перфекционистки          | Pretty Little Liars: The Perfectionists | Ава Джалали              |
| 2019      | тф | Наследники 3                              | Descendants 3                           | Иви, дочь Злой Королевы  |
| 2020      | ф  | Чувствуй ритм                             | Feel the Beat                           | Эйприл                   |
| 2020      | ф  | Птица в клетке. Заражение                 | Songbird                                | Сара                     |
| 2021      | мф | My Little Pony: Новое поколение           | My Little Pony: A New Generation        | Пипп Петалс              |
| 2022      | ф  | Пурпурные сердца                          | Purple Hearts                           | Кэсси Салазар            |
| 2024      | ф  | Ручная кладь                              | Carry-On                                | Нора                     |

## Дискография
Студийные альбомы
- Sofia Carson (2022)

Альбомы-саундтреки
- Descendants (2015)
- A Cinderella Story: If the Shoe Fits (2016)
- Descendants 2 (2017)
- Descendants 3 (2019)

Синглы
- Rotten to the Core (2015)
- Love Is the Name (2016)
- I’m Gonna Love You (2016)
- Back to Beautiful (feat. Alan Walker) (2017)
- Ways to Be Wicked (2017)
- Ins and Outs (2017)
- Chillin’ Like a Villain (2017)
- Rumors (with R3hab) (2018)
- Different World (with Alan Walker, K-391 featuring Corsak) (2018)
- San Francisco (with Galanties) (2018)
- Grey Area (with Grey) (2019)
- I Luv U (with R3hab) (2020)
- Prometa (with Banda Fruto Sensual) (2020)
- Miss U More Than U Know (with R3hab) (2020)
- Guess I’m a Liar (2020)
- Hold On to Me (2020)
- Fool’s Gold (2021)

Промосинглы
- I’m Your Girl (with Dove Cameron) (2016)
- Rather Be With You (2016)
- Better Together (2017)